# 리틀 조
《리틀 조》(영어: Little Joe)는 2019년 개봉한 영국, 오스트리아의 드라마 영화이다. 예시카 하우스너가 감독과 공동각본을 맡았다. 제72회 칸 영화제(2019) 황금종려상 경쟁후보작이며, 주연을 맡은 에밀리 비샴이 영화제 여자배우상을 수상했다.